# Université d'odontologie de Niigata
L'université d'odontologie de Niigata (日本歯科大学, Nippon shika daigaku) est une université privée située à Niigata, dans la préfecture éponyme au Japon. Elle date de 1987. L’établissement prédécesseur de l'école avait été fondé en 1983. 
Elle est un des deux établissements de l'université japonaise d'odontologie avec son pendant situé à Tokyo. Un dentiste sur sept au Japon est diplômé de cette école[réf. nécessaire].

## Personnalités liées
- Junko Kawamata, femme politique

## Source de la traduction
- (en) Cet article est partiellement ou en totalité issu de l’article de Wikipédia en anglais intitulé « The Nippon Dental University » (voir la liste des auteurs).